# الموسوعة البريطانية (الطبعة 11)
موسوعة بريتانيكا الطبعة الحادية عشرة (1910-1911) عمل مرجعي مكون من 29 مجلدًا، وهو طبعة الموسوعة البريطانية (Encyclopædia Britannica)، تم تطويره أثناء انتقال الموسوعة من منشور بريطاني إلى منشور أمريكي. كتب بعض مقالاتها علماء مشهورون في ذلك الوقت، تحتوي هذه الطبعة على 40.000 مُدخلة، وقد أصبحت حالياً في المجال العام، حيث يتم استخدام العديد من مقالاتها كأساس للمقالات في ويكيبيديا. ومع ذلك فإن الطبيعة التي عفا عليها الزمن لبعض محتواها يجعل استخدامها كمصدر للمنح الدراسية الحديثة إشكالية.

## روابط خارجية
- عبر HathiTrust
- Encyclopædia Britannica 11th ed. 1911 ، مجلدات منفصلة بتنسيقات متعددة، على أرشيف الإنترنت :